# Estación Josefina F
Josefina era una estación de ferrocarril ubicada en la localidad de Villa Josefina, departamento Castellanos, provincia de Santa Fe, Argentina.
La estación fue habilitada a fines de los años 1880 por el Ferrocarril Provincial de Santa Fe. No confundir con la Estación Josefina CC del Ferrocarril Central Córdoba. En 1948 ambas estaciones pasaron a ser parte del Ferrocarril General Belgrano.

## Servicios
No presta servicios de pasajeros ni de cargas desde 1977. Sus vías corresponden al Ramal F3 del Ferrocarril General Belgrano.